# Municipio de Highland-District 2
El municipio de Highland-District 2 (en inglés: Highland-District 2 Township) es un municipio ubicado en el condado de Norton en el estado estadounidense de Kansas. En el año 2010 tenía una población de 604 habitantes y una densidad poblacional de 0,8 personas por km².

## Geografía
El municipio de Highland-District 2 se encuentra ubicado en las coordenadas 39°41′32″N 100°1′52″O / 39.69222, -100.03111. Según la Oficina del Censo de los Estados Unidos, el municipio tiene una superficie total de 756.31 km², de la cual 748,73 km² corresponden a tierra firme y (1 %) 7.57 km² es agua.

## Demografía
Según el censo de 2010, había 604 personas residiendo en el municipio de Highland-District 2. La densidad de población era de 0,8 hab./km². De los 604 habitantes, el municipio de Highland-District 2 estaba compuesto por el 98,51 % blancos, el 0,5 % eran amerindios, el 0,17 % eran asiáticos y el 0,83 % eran de una mezcla de razas. Del total de la población el 1,49 % eran hispanos o latinos de cualquier raza.